# Curtiss XP-10
Il Curtiss XP-10 fu un aereo da caccia monomotore, monoposto e biplano sviluppato dall'azienda aeronautica statunitense Curtiss Aeroplane and Motor Company negli anni venti del XX secolo e rimasto allo stadio di prototipo.
Proposto allo United States Army, l'esercito statunitense, per equipaggare i reparti della sua componente aerea, l'Army Air Corps, venne rifiutato a causa delle deludenti prestazioni espresse e dei gravi problemi a carico dell'impianto di raffreddamento.

## Storia del progetto
Ordinato il 18 giugno 1928, doveva essere abbastanza veloce e manovrabile da prevalere in un combattimento aereo. L'XP-10 era principalmente caratterizzato dall'adozione del piano alare superiore ad ala di gabbiano, con le due semiali unite alla fusoliera, particolarità tecnica che permetteva al pilota di disporre un campo visivo molto più libero rispetto alla tradizionale configurazione biplana. Per coincidenza, ciò ha anche permesso all'ala e alla fusoliera di incontrarsi con l'angolazione ottimale per ridurre al minimo la resistenza. Entrambe le ali erano ricoperte di fogli in compensato (piuttosto che di tela trattata come usato durante la prima guerra mondiale), e la fusoliera era realizzata con struttura in tubi d'acciaio ricoperta di tessuto.
La propulsione era affidata a un motore Curtiss V-1570-15 Conqueror, un 12 cilindri a V raffreddato a liquido in grado di erogare una potenza pari a 600 hp (447 kW), che forniva il moto a un'elica bipala a passo fisso. Per superare la resistenza di un radiatore di tipo automobilistico, un problema piuttosto grave prima dell'introduzione del glicole etilenico, venne incorporato nell'ala superiore, realizzato con fogli di ottone ondulato attraverso i quali scorreva l'acqua dell'impianto di raffreddamento. Benché geniale, ciò ha introdotto problemi tecnici e meccanici, in particolare la vulnerabilità al fuoco nemico in un aereo da caccia.

## Impiego operativo
Consegnato all'Army Air Corps nell'agosto 1928, l'XP-10 compì il primo volo il mese successivo, nel settembre 1928. Nonostante l'eccellente manovrabilità, superiore al Curtiss XP-22 Hawk nelle prove di volo comparative, i persistenti problemi con il raffreddamento e l'impianto idraulico del radiatore di superficie hanno portato all'abbandono dell'XP-10.

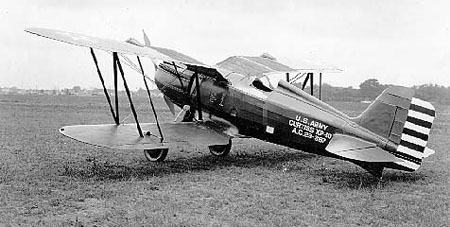
Vista tre quarti posteriore dell'XP-10.

## Utilizzatori
Stati Uniti
- United States Army Air Corps

### Fonti
1. ↑  Bowers 1979, p. 221.
2. 1 2 3  Dorr e Donald 1990, p. 41.
3. ↑  Green 1973, p. 188.